# Grabówko (województwo mazowieckie)
Grabówko – kolonia w Polsce, w województwie mazowieckim, w powiecie przasnyskim, w gminie Krasne.
Do 2023 miejscowość była częścią wsi Grabowo Wielkie.
Wierni Kościoła rzymskokatolickiego należą do parafii św. Mateusza w Zielonej.
W latach 1975–1998 miejscowość administracyjnie należała do województwa ciechanowskiego.